# Cimetière de Colombey les Deux Églises
Le cimetière de Colombey les Deux Églises, en Haute-Marne, entoure l'église Notre-Dame-de-l'Assomption. Y reposent Charles de Gaulle ainsi qu'une partie de sa famille.

## Galerie

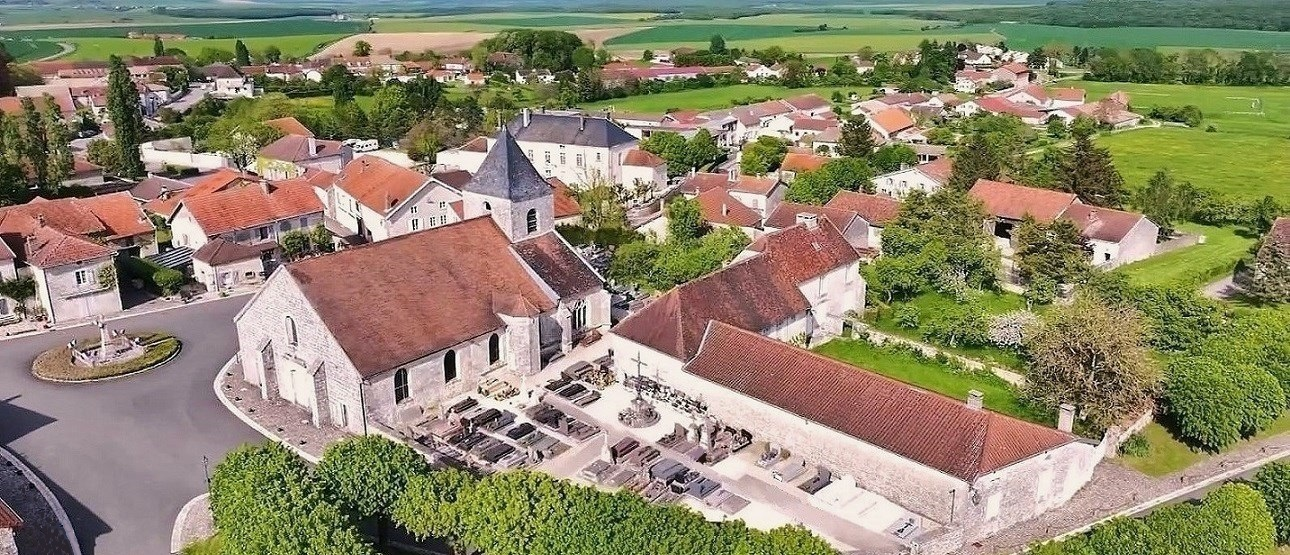
Cimetière de Colombey les Deux Églises (Haute-Marne)

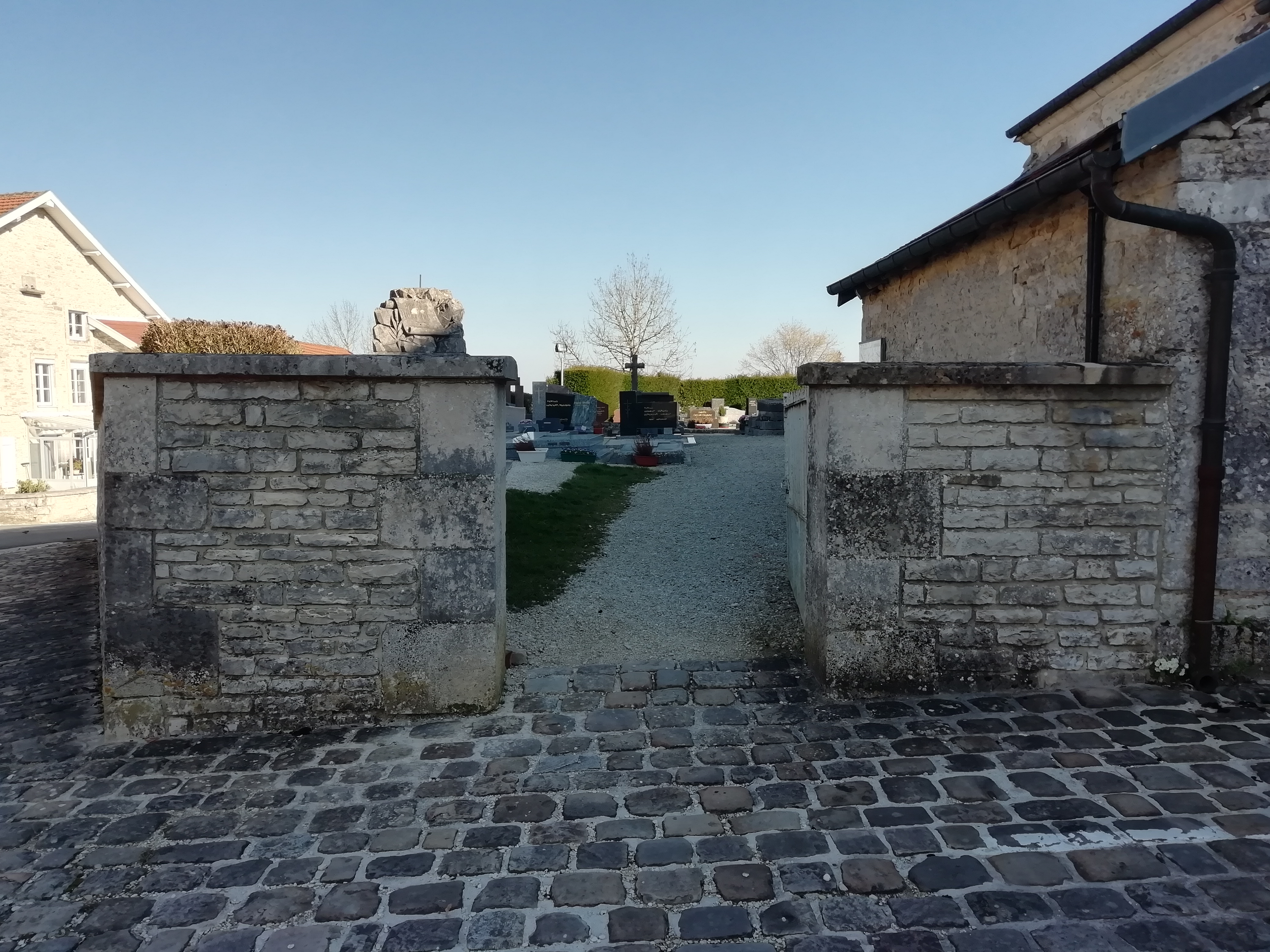
Entrée principale du cimetière.
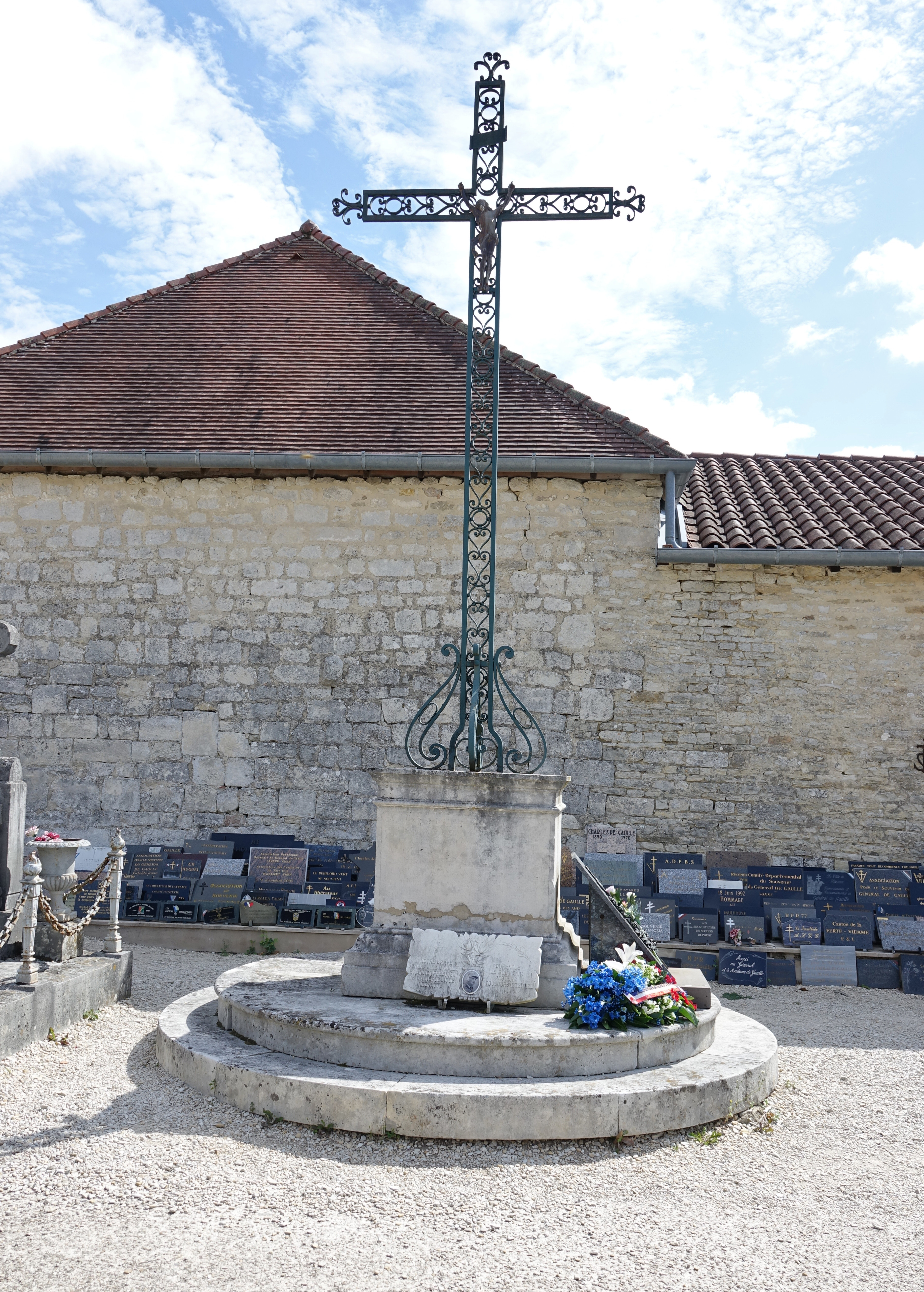
La croix du cimetière.
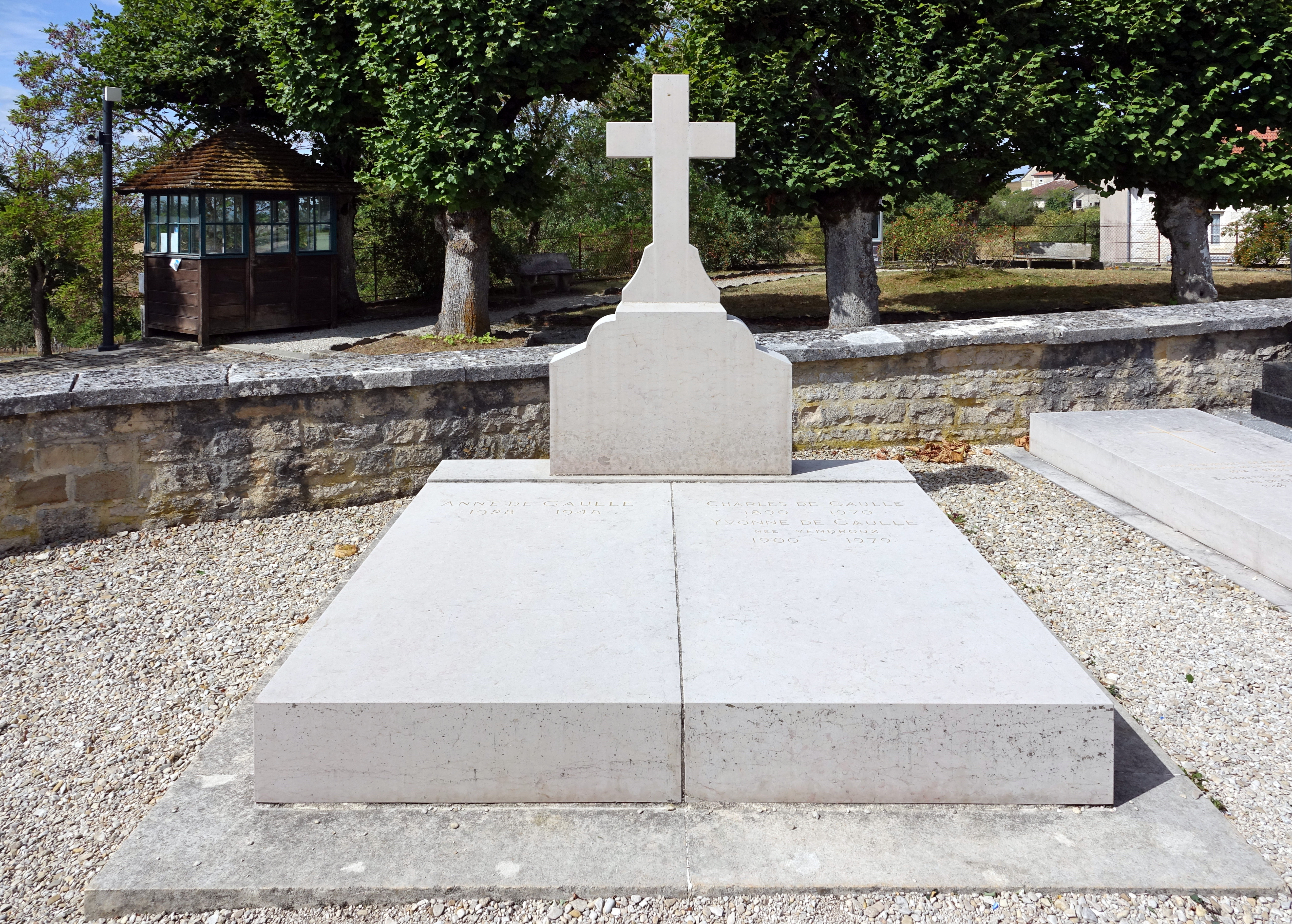
Tombe d'Anne, Yvonne et Charles de Gaulle.
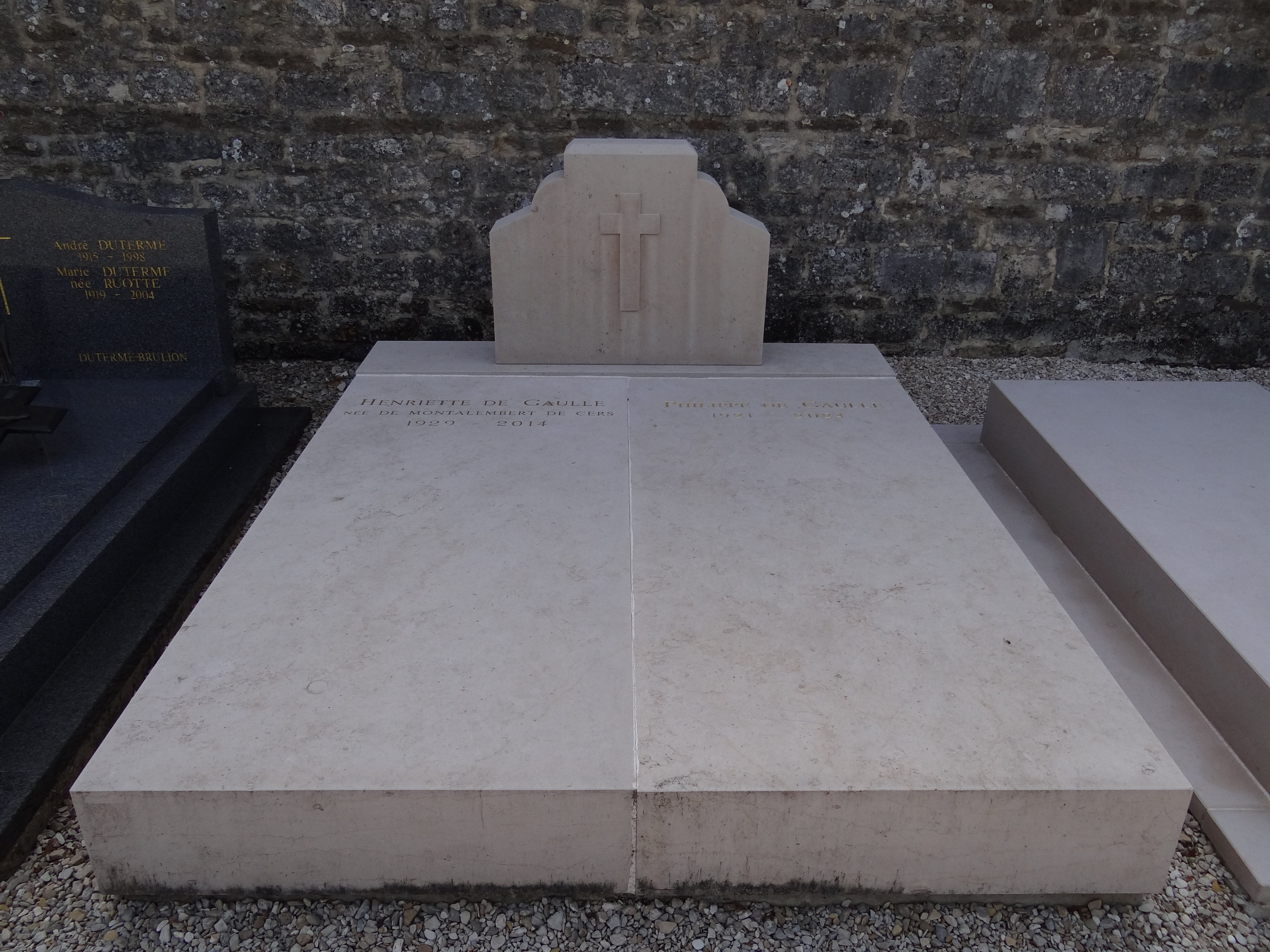
Tombe d'Henriette et de Philippe de Gaulle.
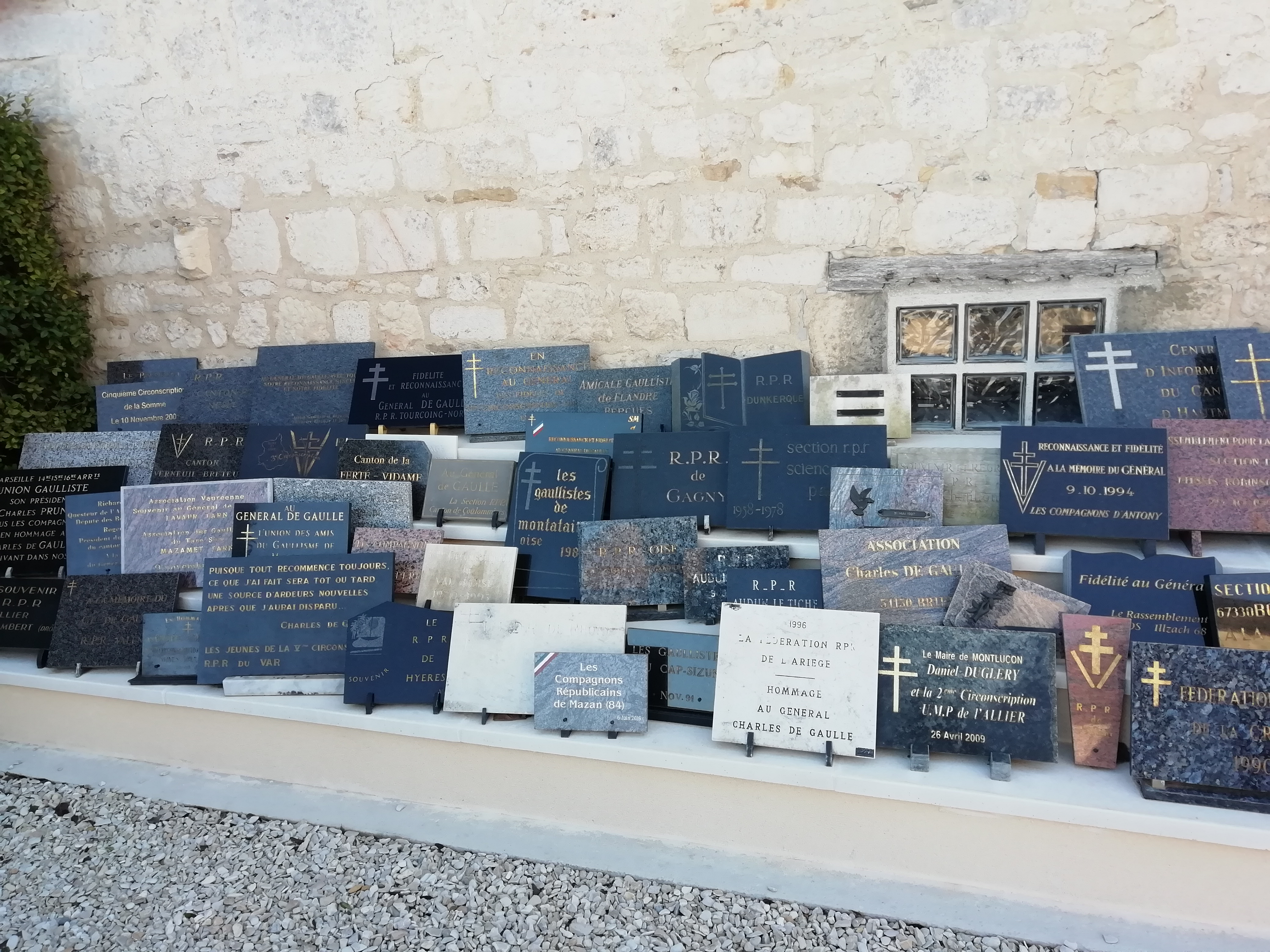
Plaques en hommage au général de Gaulle.
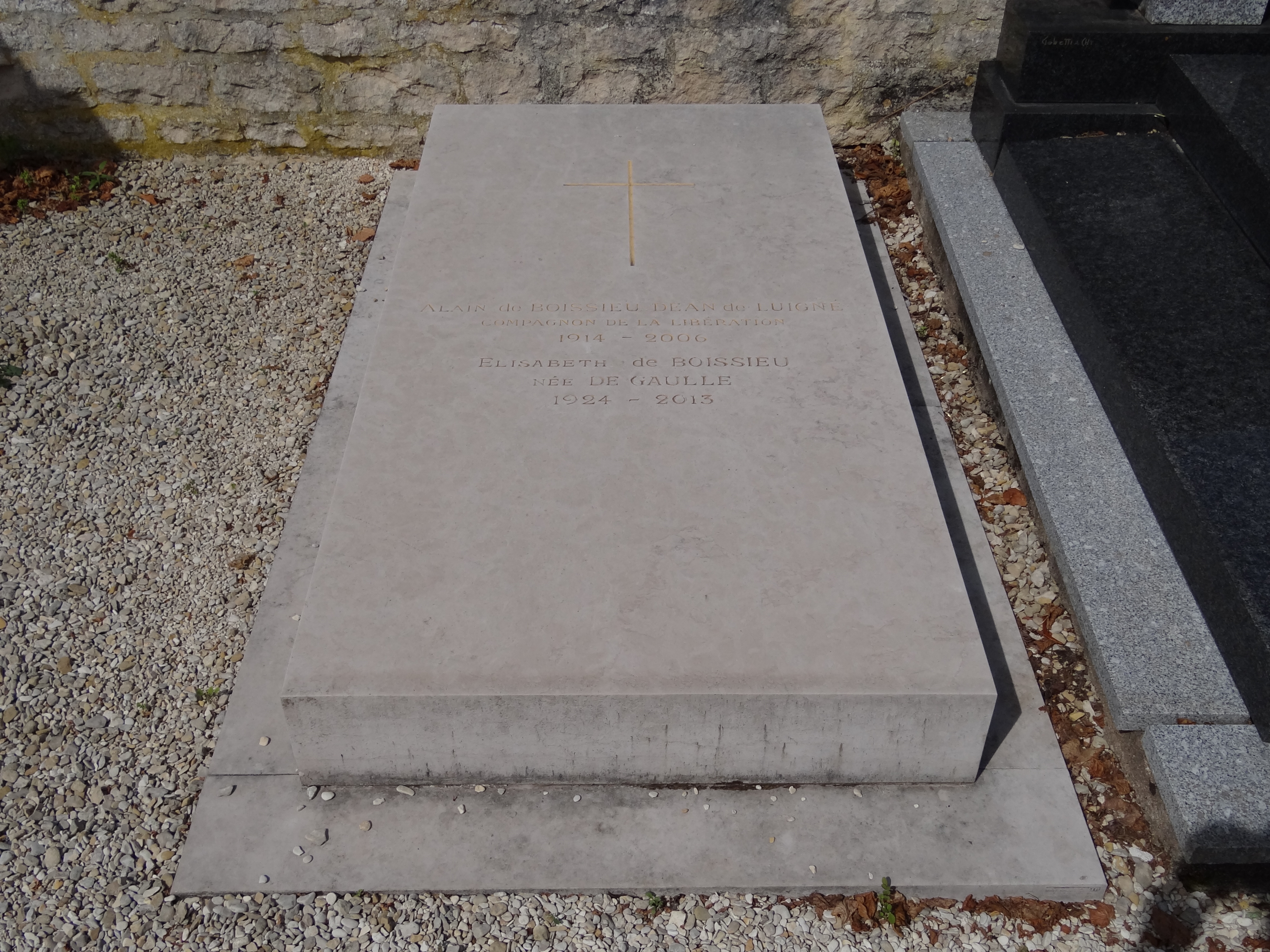
Tombe d'Alain de Boissieu et d'Élisabeth de Gaulle.
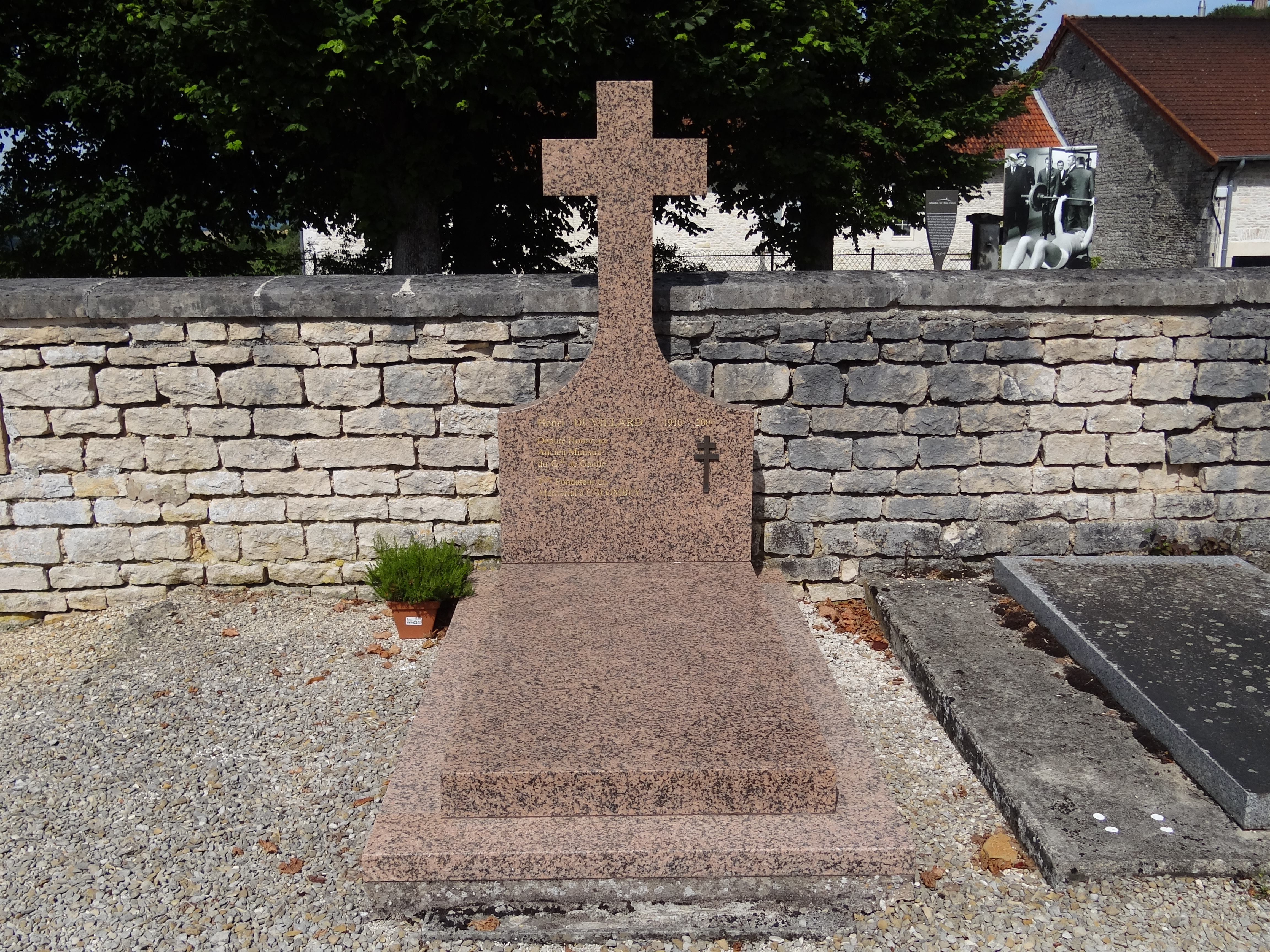
Tombe d'Henri Duvillard.
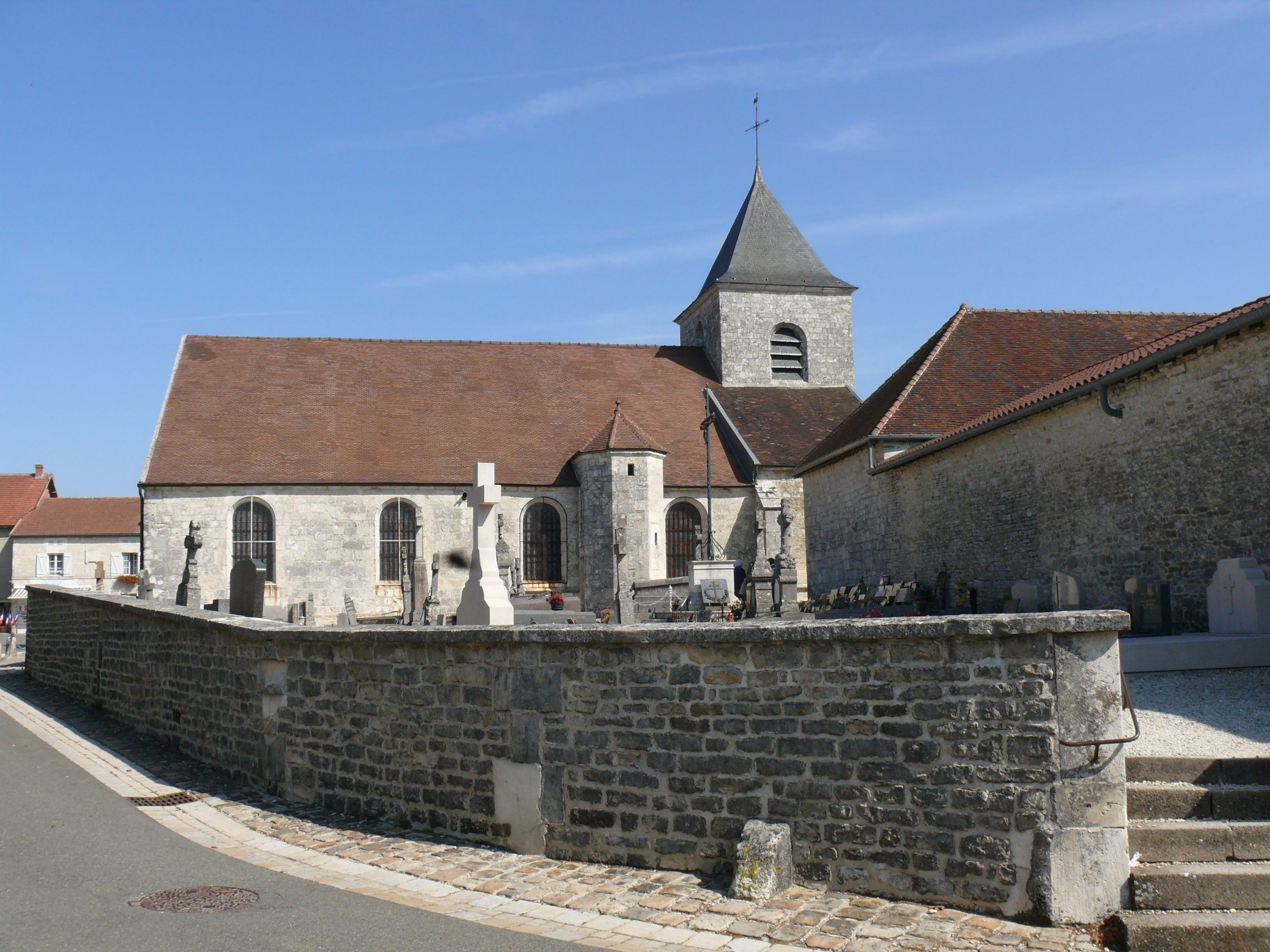
Vue sur l'Église Notre-Dame-de-l'Assomption.